# Zigeunerlieder (Brahms)
De Zigeunerlieder op. 103 en op. 112, 3-6 zijn een liederencyclus voor vier zangstemmen en klavier van Johannes Brahms. De teksten zijn Hongaarse volksliederen hertaald naar het Duits door Hugo Conrat (Cohn), * 2 juni 1845, Breslau – † 22 maart 1906, Berlijn, een bekende van Brahms uit het Weense milieu. De eigenlijke vertaling komt echter van de Hongaarse oppas van de familie Conrat.

## Geschiedenis
De eerste elf Zigeunerlieder, die in een welgekozen volgorde begrepen moeten worden, zoals in een verhaal, aldus Brahms, werden door Brahms op muziek gezet ofwel in Thun in de zomer van 1887 ofwel in de winter 1887/88 in de trein tijdens oponthoud in Boedapest. Er volgden daarna nog vier Lieder in 1891 die samen met de zangkwartetten Sehnsucht en Nächtens (tekst: Franz Theodor Kugler) als op. 112 gepubliceerd. Deze staan inhoudelijk los van de Zigeunerlieder.
De Zigeunerlieder kunnen in het werk van Brahms gezien worden als enerzijds de vocale tegenhanger van de Hongaarse dansen en anderzijds als de exotische tegenhanger van de Liebeslieder-Walzer op. 52 en 65. De cyclus dankt zijn populariteit aan de grote interesse voor de volksmuziek in de 19de eeuw. Ten onrechte werd zigeunermuziek toen grotendeels gelijkgesteld met Hongaarse volksmuziek.
De eerste opvoering van de Lieder op. 103 vond plaats op 31 oktober 1888 in Berlijn. De cyclus was van bij het begin een groot succes, maar voor Brahms gingen de voorstellingen toch gepaard met enig ongenoegen: de Lieder waren door Brahms eigenlijk als solokwartetten geconcipieerd in het kader van kamermuziek. Toch zijn deze Lieder zeer geschikt voor uitvoering door (kleine) koren, wat in de meeste hedendaagse uitvoeringen dan ook meestal de regel is. Opnames zijn hoofdzakelijk te vinden in solo-bezetting.

## De liederen
Zigeunerlieder, op. 103
1. He, Zigeuner, greife in die Saiten
2. Hochgetürmte Rimaflut
3. Wißt ihr, wann mein Kindchen
4. Lieber Gott, du weißt
5. Brauner Bursche führt zum Tanze
6. Röslein dreie in der Reihe
7. Kommt dir manchmal in den Sinn
8. Horch, der Wind klagt in den Zweigen
9. Weit und breit schaut niemand mich an
10. Mond verhüllt sein Angesicht
11. Rote Abendwolken ziehn

Vier Zigeunerlieder, op. 112
3. Himmel strahlt so helle
4. Rote Rosenknospen künden
5. Brennessel steht an Weges Rand
6. Liebe Schwalbe, kleine Schwalbe